# Soricinae
Soricinae är en underfamilj av näbbmöss med arter som vanligen förekommer i Europa, Nordamerika, norra Sydamerika och norra Asien. Inget svenskt namn är etablerade men i andra språk kallas de ofta för "rödtandade näbbmöss" på grund av att deras tandemalj vanligen har en rödaktig färg.
Den röda tandemaljen saknas hos släktena Anourosorex, Chimarrogale och Nectogale.

## Systematik
Underfamiljen delas i följande släkten:
- Anourosorex
- Blarinella
- Blarina
- Cryptotis
- Chimarrogale
- Chodsigoa
- Episoriculus
- Nectogale
- vattennäbbmöss (Neomys)
- Nesiotites (inte godkänt av alla zoologer)
- Soriculus
- Megasorex
- Notiosorex
- Sorex